# 'Twas the Fight Before Christmas
«'Twas the Fight Before Christmas» es el especial navideño de la serie de animación The Powerpuff Girls, en el que las protagonistas (Blossom, Bubbles y Buttercup)  se dirigen al Polo Norte para remediar el sabotaje cometido por Princess Morbucks poco antes de Navidad. Escrito por Lauren Faust y Craig Lewis, este especial se lanzó en DVD el 7 de octubre de 2003 y debutó en la señal de Cartoon Network el 12 de diciembre del mismo año. Fue nominado a un premio Primetime Emmy como programa animado destacado de una hora o más.

## Sinopsis
En Nochebuena, la pequeña Princess Morbucks viaja al taller de Santa Claus e intercambia la lista de los niños traviesos (que solo contiene su nombre) con la de los buenos, de modo que solo ella obtendrá el regalo que pidió este año: tener superpoderes como una Powerpuff Girl. Tras enterarse de esto, Blossom, Bubbles y Buttercup se dirigen al Polo Norte para remediar el sobotaje antes de que cada niño despierte y descubra que no les aguarda ningún obsequio. Princess se esfuerza para frustrarlas con sus nuevos superpoderes, lo que resulta en una batalla por llegar primero. Al llegar a su destino, las cuatro causan daños colaterales en el inmenso taller. Pronto se encuentran con un Santa Claus agotado y decepcionado de que hubiera tantos niños traviesos en el mundo. No obstante, este nota que la actitud de Princess no coincide con la de una niña bien portada, por lo que la condena a jamás volver a recibir otro regalo en las navidades venideras, dedicándole un espacio en la placa permanente que tiene en su taller. Dado que su trineo está destruido, Santa deja que las Powerpuff Girls entregen los regalos que todos los niños debieron recibir. A gran velocidad, las tres cumplen la tarea y regresan a su hogar, donde el profesor Utonium les avisa que ya es Navidad y Santa les ha dejado regalos bajo el árbol que decoraron.

## Créditos
| Voces de: - Cathy Cavadini (Blossom) - Tara Strong (Bubbles) - Elizabeth Daily (Buttercup) - Tom Kenny (narrador, alcalde) - Tom Kane (profesor Utonium) - Jennifer Hale (Princess Morbucks, maestra Keane, Sara Bellum) - Mike Bell (Santa Claus) | Guionistas: - Lauren Faust - Craig Lewis Directores de animación: - Lauren Faust - John McIntyre - Randy Myers | Productores: - Craig McCracken (productor ejecutivo) - Chris Savino (productor) - Brian A. Miller (productor supervisor) |

## Lanzamiento
Warner Home Video lanzó este especial en DVD el 7 de octubre de 2003 en su idioma original, con subtítulos en inglés, francés y español. Como extra, el disco incluye un episodio de ocho minutos de Dexter's Laboratory, titulado «Dexter vs. Santa's Claws», en el que Dexter captura a Santa Claus porque cree que es su padre disfrazado. También contiene el videoclip de «Chemical X» (de la tercera banda sonora de The Powerpuff Girls, Power Pop), avances sobre otros lanzamientos en DVD de Warner (como Scooby-Doo! and the Monster of Mexico) y un adelanto de treinta segundos del videojuego The Powerpuff Girls: Relish Rampage, de PlayStation 2 y Gamecube. El especial salió al aire en Estados Unidos el 12 de diciembre de 2003 a través de Cartoon Network. En Australia, Madman Entertainment lo lanzó en DVD el 7 de noviembre de 2007.

## Recepción
«'Twas the Fight Before Christmas» fue nominado a un premio Primetime Emmy en 2004, pero perdió ante Star Wars: Clone Wars, de Cartoon Network y Lucasfilm.
El reseñador Doug Pratt afirmó que este «gracioso» especial de 44 minutos contiene momentos «muy ingeniosos» que lo convierten en un «fantástico regalo navideño», aunque las secuencias de pelea y persecución se sientan como un «relleno». Adam Tyner de DVD Talk fue menos positivo y afirmó que «'Twas the Fight Before Christmas» solo ofrece «sobras de innumerables otros especiales». Además, se sintió insatisfecho con los rénderes tridimensionales que representan el océano y lo que percibió como una trama carente de «ingenio o humor». En Los Angeles Times, Robert Lloyd escribió: «Seguramente esta es la caricatura navideña más violenta jamás realizada, aunque, por supuesto, es solo violencia de caricatura que, incluso en su momento más apocalíptico, no lastima a nadie por mucho tiempo».
Jacqueline Cutler de Zap2it dijo que su única queja sobre el especial era que Santa fue retratado como una «fea criatura» (algo que Tyner destacó, en contraste). En otra reseña, Kevin McDonough aseguró que esta aventura tiene «una animación deslumbrante y el sofisticado diseño gráfico que ha convertido a la serie en un deleite para niños y adultos». Él, al igual que Pratt, sintió que la historia se siente «bastante inflada» con su duración, a diferencia de especiales navideños como A Charlie Brown Christmas y How the Grinch Stole Christmas!, que tan solo duran treinta minutos. Kimberly Reyes de Entertainment Weekly, además de darle una nota de B+, dijo sobre el especial: «Los fanes leales de Powerpuff podrían estar ofendidos porque hay menos peleas de lo habitual en este empalagoso especial, pero oigan, esta es una temporada de buena voluntad».

## Adaptaciones
En 2003, la editorial Scholastic publicó dos adaptaciones de este especial en ediciones diferentes:
- 'Twas the Fight Before Christmas, un libro ilustrado de ochenta páginas adaptado por Howie Dewin (ISBN 9780439544702).[11]

- 'Twas the Fight Before Christmas, un libro de veinticuatro páginas adaptado por Laura Dower (ISBN 9780439544696).[12]